# 消失的十一层
《消失的十一层》是2023年中国大陆悬疑刑侦剧，根据公安系统作家武和平小说《掩盖》改编，由蒋卓原执导，潘粤明、陈数、果靖霖主演，主要讲述了一对匪兄警弟之间的黑白较量，于2023年7月9日在爱奇艺首播。

## 剧情
2007年，金川市鑫发矿业发生透水坍塌事故，事后官方报告井下十层矿工全部升井，未有伤亡。2013年，金川市花园湖项目在原矿址施工时，挖出一具头骨，6年前那起“无人伤亡”的矿难和“被消失”了的第十一层矿井的真相渐渐浮出水面……

## 演员阵容

### 主要人物
| 演员   | 角色   | 简介                                                   |
| 潘粤明 | 曲江河 | 市公安局副局长→金岛乡派出所下放                        |
| 陈数   | 严鸽   | 省公安厅督察总队长→市公安局局长兼市政法委副书记        |
| 果靖霖 | 孟川生 | 鑫发矿业矿主（07年）→和众集团董事长（13年） 曲江河大哥 |

### 警队
| 演员   | 角色   | 简介                               |
| 潘粤明 | 曲江河 | 参见主要人物                       |
| 陈数   | 严鸽   | 参见主要人物                       |
| 于济玮 | 卓越   | 警员，曲江河徒弟                   |
| 陈昊蓝 | 梅雪   | 警员，卓越情人                     |
| 刘帅良 | 马晓庐 | 市公安局刑警队长，孟川生安插的黑警 |
| 唐旭   | 晋川   | 市公安局政委                       |
| 张潮   | 孙家强 | 市公安局前局长，曲江河师父         |

### 政府机关
| 演员   | 角色   | 简介                                                          |
| 李洪涛 | 吴正罡 | 沧海省常务副省长                                              |
| 邢珉山 | 巨宏奇 | 金岛开发区区长                                                |
| 来喜   | 赵明亮 | 金岛乡乡长 策划邱社会入职森林公安，暴露后被盛莉娅设计车祸杀害 |

### 社会人士
| 演员   | 角色   | 简介                                                           |
| 果靖霖 | 孟川生 | 参见主要人物                                                   |
| 万鹏   | 盛莉娅 | 孟川生助理，杀手                                               |
| 孙岩   | 沙金   | 和众集团副总裁                                                 |
| 陈牧扬 | 庞克利 | 賭場老闆                                                       |
| 王铮   | 邱社会 | 黑社会打手，杀人犯。 6年前被通缉                               |
| 王铮   | 邱建设 | 邱社会双胞胎弟弟，假借哥哥邱社会身分以“林大山”之名混入森林公安 |
| 汪汐潮 | 夏中天 | 自媒体人 6年前因写“假新闻”被吊销记者证                         |
| 張譯文 | 罗海   | 鱼贩子。為了尋找6年前在礦場工作的弟弟                          |
| 朱辉   | 柯松山 | 卓越的线人                                                     |
| 赵成顺 | 耿民   | 律师                                                           |
| 姜寒   | 羅江   | 山上野人。羅海弟弟，礦場事故關鍵人                             |
| 韓雲雲 | 陳春鳳 | 魚販子羅海妻子，邱社會前女友                                   |